# Stadio Ferruccio Chittolina
Lo stadio Ferruccio Chittolina è uno stadio polisportivo sito nel comune italiano di Quiliano, in provincia di Savona. Più precisamente, lo stadio si trova nella frazione di Valleggia, adiacente al territorio comunale di Vado Ligure. Ospita le partite casalinghe del Vado Football Club 1913, locale squadra di calcio.
Lo stadio venne inaugurato il 20 agosto 1978 con l'amichevole Vado-Genoa, per sostituire il precedente "Campo delle Traversine", che dal 1925 ospitava le partite del Vado dopo aver a sua volta sostituito il precedente "Campo di Leo", situato nei pressi del palazzo comunale, dove la squadra locale aveva vinto una Coppa Italia nel 1922.
Lo stadio Chittolina è intitolato alla memoria di Giuseppe "Ferruccio" Chittolina, portiere del Vado scomparso il 7 aprile 1946 per i postumi di un incidente occorsogli durante una gara di campionato sul Campo delle Traversine (che gli venne in seguito anch'esso intitolato).